# الدولاب (رواية)
الدولاب (بالإنجليزية: The Cupboard)‏ هي رواية للكاتبة الإنجليزية روز تريمين، نشرت عام 1981، عن دار نشر في المملكة المتحدة.